# أوليف كوتن
أوليف كوتن (بالإنجليزية: Olive Cotton) هي مصورة أسترالية، ولدت في 11 يوليو 1911 في سيدني في أستراليا، وتوفيت في 27 سبتمبر 2003 في نيوساوث ويلز في أستراليا.